# Кубань (хокейний клуб)
Хокейний клуб «Кубань» — колишній хокейний клуб із Краснодара, Росія. Заснований 2012 року, розформований 2015 року. Виступав у чемпіонаті Вищої хокейної ліги. 
Домашні ігри команда проводила в Льодовому палаці «Кубань»  (3100 глядачів). Кольори клубу: синій, малиновий і зелений.

## Історія
Робота по створенню хокейного клубу «Кубань» почалася в грудні 2011 року. Зацікавленість у появі першого професійного клубу на території Південного федерального округу висловила адміністрація Краснодарського краю і особисто губернатор Олександр Ткачов.
19 січня 2012 року був офіційно зареєстрований хокейний клуб «Кубань».
Генеральним директором клубу став Сергій Корабльов, який раніше керував багаторазовим чемпіоном України київським «Соколом». Першим в історії команди головним тренером став Андрій П'ятанов — відомий фахівець, успішно тренував клуби російської Суперліги та КХЛ, юнацьку збірну країни. У березні клуб офіційно направив документи для розгляду заявки про вступ до складу Вищої хокейної ліги. 30 травня «Кубань» була прийнята до ВХЛ. У перший сезон перед командою було поставлено завдання — пробитися в плей-оф ВХЛ і пройти якомога далі по сітці.
Символом «Кубані» став грифон. Міфічна тварина — напіворел-напівлев, що символізує прагнення до перемоги, наполегливість, силу і славу. Кольори клубу — синій, малиновий та зелений — такі ж, як і на прапорі Краснодарського краю.
Свої домашні матчі в сезоні 2012—2013 «Кубань» буде проводити в новому льодовому палаці, побудованому в Краснодарі спеціально для ігор найвищого рівня. Сучасний льодовий комплекс складається з двох арен. Основний — на 3000 глядацьких місць, повністю адаптованої під всі вимоги ВХЛ. І «малої» — на 800 місць, — тут буде тренуватися основна команда, і грати молодіжний склад.

## Спонсори
- ВАТ «Ростелеком»
- Радіо «Чистые Ключи»
- ИСК (генеральний спонсор)